# Phenacomys intermedius
Phenacomys intermedius е вид бозайник от семейство Хомякови (Cricetidae).

## Разпространение
Видът е разпространен в Канада (Албърта, Британска Колумбия, Лабрадор, Нюфаундленд и Саскачеван) и САЩ (Айдахо, Вашингтон, Калифорния, Колорадо, Монтана, Ню Мексико, Орегон, Уайоминг и Юта).